# Johann Gottfried Schmidt (Generalmajor)
Johann Gottfried Schmidt (* 1660 in Dresden; † 25. Juli 1736 ebenda) war ein königlich-polnischer und kursächsischer Generalmajor sowie Oberzeug- und Feuerwerksmeister.
Er entstammt einer Familie von Artilleristen. Sein Großvater war Zeugwärter auf der Festung Königstein. Sein Vater Gottfried Schmidt (* 1625; † 26. Mai 1687) war kursächsischer Oberfeuerwerksmeister. Seiner Mutter war dessen Ehefrau Sidonia, geb. Hegemeister († 1671), er hatte noch neun weitere Geschwister. Sein Vater heiratete anschließend Maria Elisabeth Herold, dort hatte er 10 weitere Geschwister.
Schmidt arbeitete bei seinem Vater im Zeughaus und wurde 1703 Oberzeugmeister. Anschließend stieg er zum Oberst und Oberzeug- und Feuerwerksmeister auf. Er machte zahlreiche Erfindungen. Im Jahr 1709 besuchte der dänische König Friedrich IV. Dresden und Schmidt veranstaltete am 7. Juni zu dessen Ehren ein großes Feuerwerk auf der Elbe.
Am 12. März 1716 wurde er zum Generalmajor befördert. Bei der Großen Truppenschau von 1730 konnten er und Obmaus so überzeugen, dass die Artillerie vom preußischen König 100 Friedrich d’or erhielt.
Er starb 1736 in seiner Wohnung im Dresdener Zeughaus und wurde auf dem Friedhof St. Johannes begraben.
Sein Sohn war der Oberzeugmeister und Generalmajor Gottfried August Schmidt (* 1706; † 1764).